# Heidelberger Straßen- und Bergbahn

Aktie von 1960

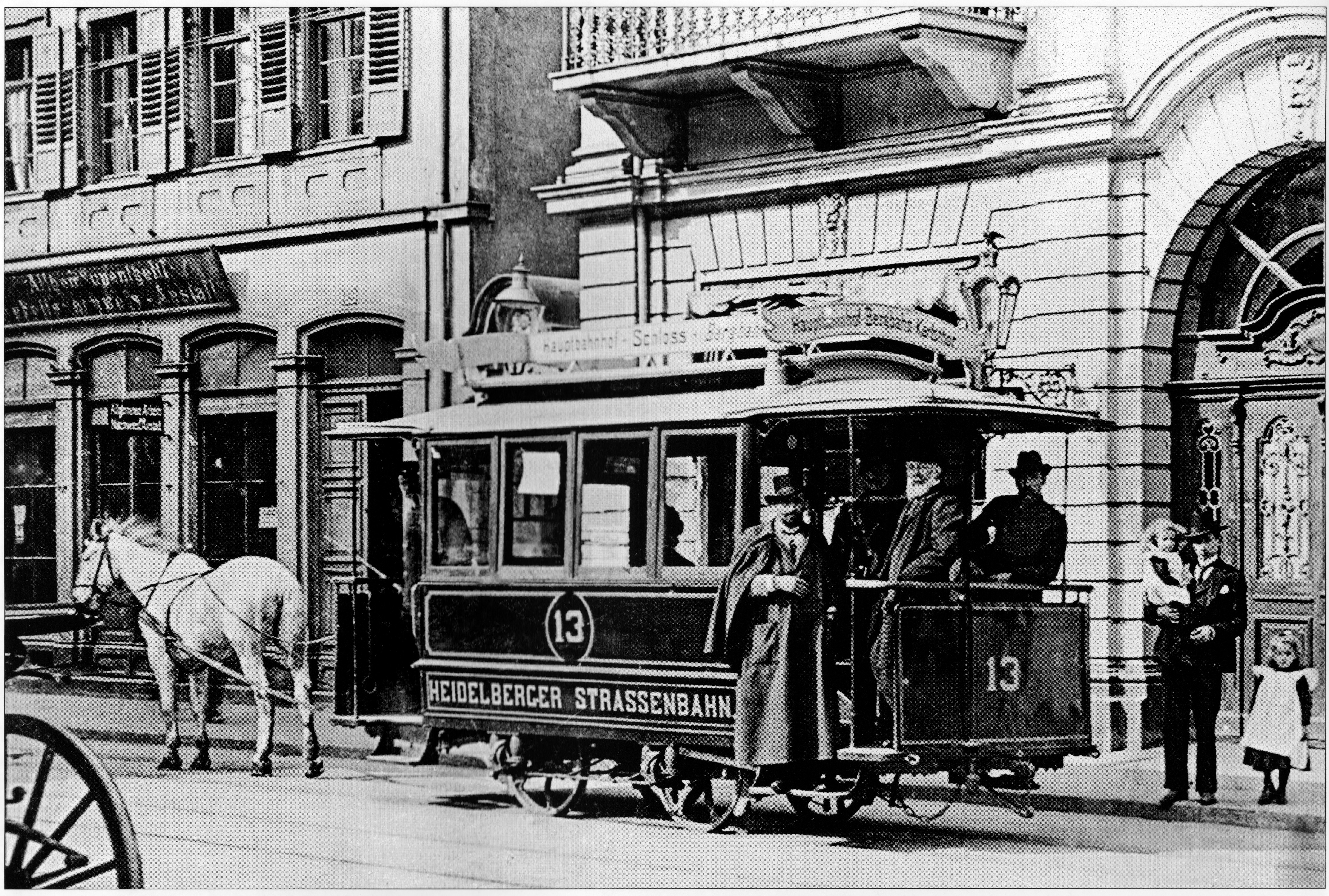
Pferdebahn 1896

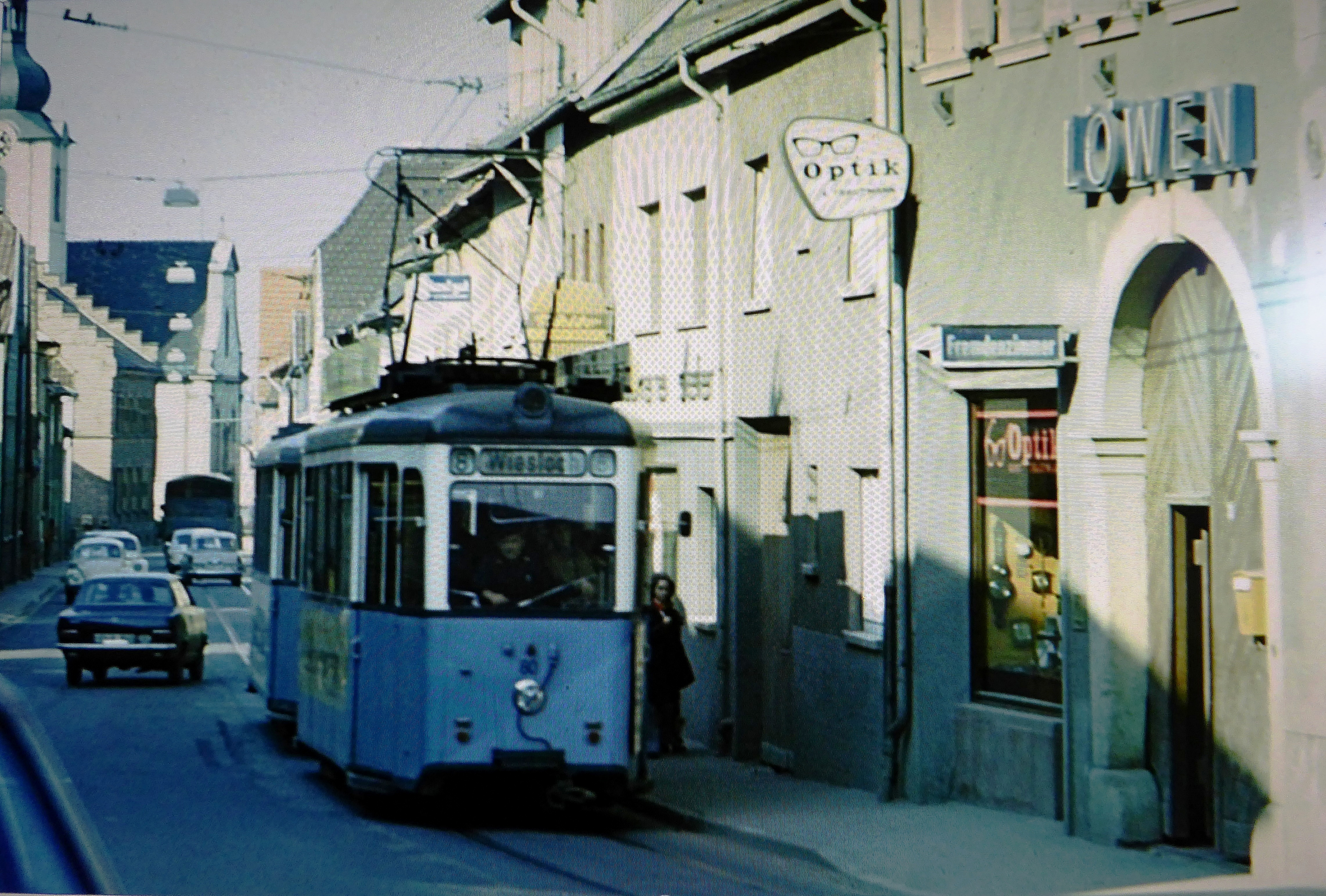
Verbandswagen in Nußloch um 1960

Fahrschein von 1962

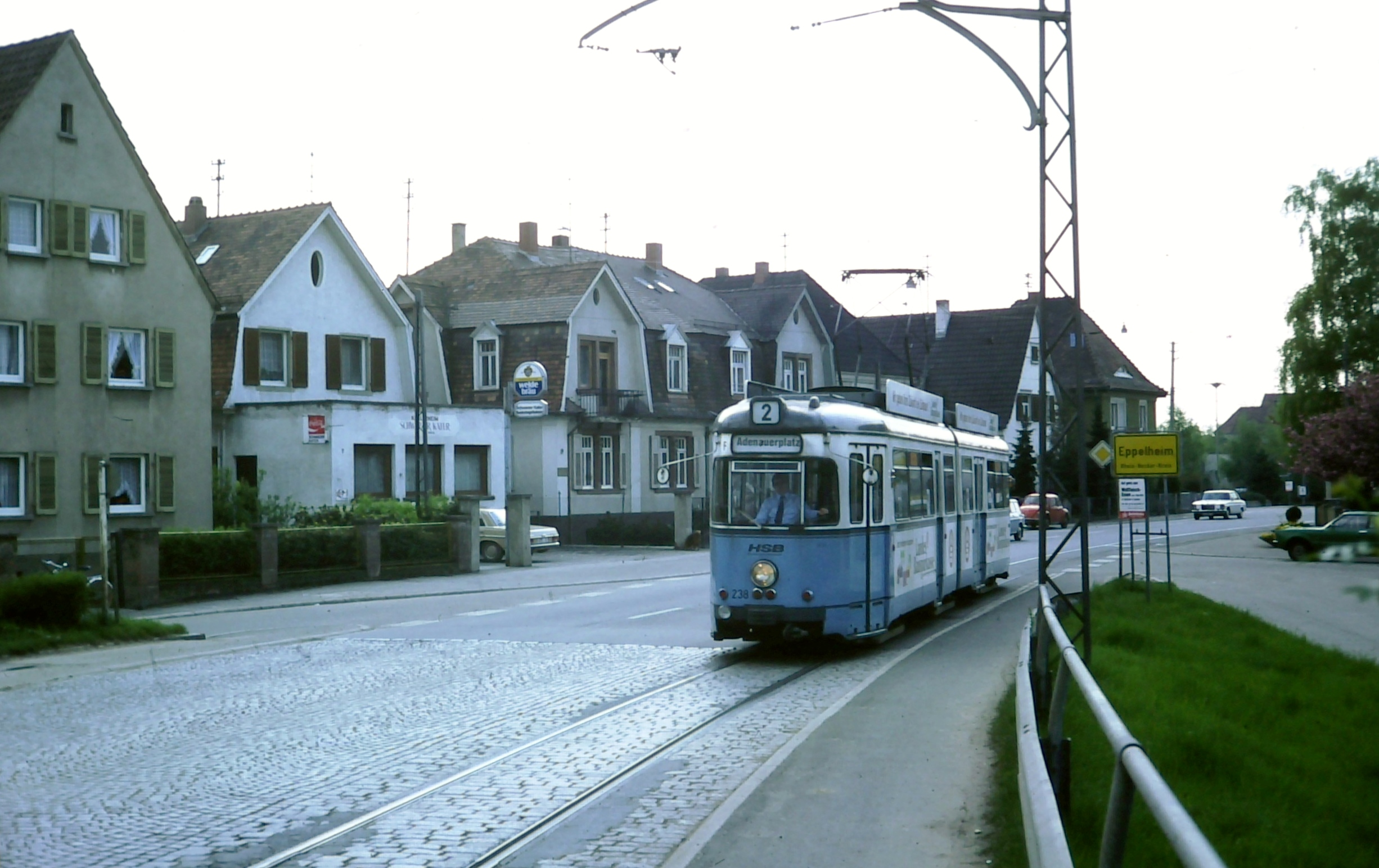
GT6Z auf Linie 2 in Eppelheim 1979

Die Heidelberger Straßen- und Bergbahn GmbH (HSB) ist das kommunale Verkehrsunternehmen von Heidelberg. Über 125 Jahre hinweg war sie hauptsächliche Trägerin des Nahverkehrs in der Stadt. Seit 2005 wird diese Aufgabe von der gemeinsam mit den Nachbarstädten Mannheim und Ludwigshafen organisierten Rhein-Neckar-Verkehr GmbH wahrgenommen. Die HSB ist als Tochtergesellschaft der Stadtwerke Eigentümerin der Straßenbahn, außerdem Betreiberin der Heidelberger Bergbahnen.

## Geschichte
Die Geschichte der HSB begann als Privatunternehmen: Nachdem im März 1883 der Bürgerausschuss dem Bau einer Pferdebahn zugestimmt hatte, wurde am 19. März 1885 die Heidelberger Straßen- und Bergbahngesellschaft Leferenz & Co. ins Leben gerufen. Rund zwei Monate später war die vom Marktplatz quer durch die Altstadt zum alten Hauptbahnhof führende Strecke fertiggestellt und konnte in Betrieb genommen werden. Es folgten sukzessive Erweiterungen der Pferdebahn zum Karlstor, in die Bergheimer Straße zum Römerplatz vor der Krehlklinik, und entlang der Rohrbacher Straße in die Weststadt. Der erste, untere Teil der Bergbahn wurde 1890 in Betrieb genommen. Bereits 1887 firmierte die HSB von einer Offenen Handelsgesellschaft in eine Aktiengesellschaft um.
Nachdem sich bereits seit den 1890er Jahren abgezeichnet hatte, dass der Betrieb einer Pferdebahn der zunehmenden Bedeutung der Stadt für den Tourismus nicht mehr angemessen war, begannen langwierige Verhandlungen mit der HSB, die noch bis 1918 Konzessionsinhaberin war, zwecks Elektrifizierung der Bahn. Schließlich verständigten sich beide Seiten darauf, dass die Stadt im Februar 1901 75 Prozent der Aktien zum Kaufpreis von 1,5 Millionen Mark übernahm, der Rest folgte im Juli 1905. Die HSB blieb weiterhin als eigenständiges privatrechtlich organisiertes Unternehmen erhalten. Die so erworbenen Straßenbahnstrecken lagen im Eigentum der Stadt, die sie zur Betriebsführung an die HSB verpachtete. Ebenso wurde bei den nachfolgend neu erbauten Strecken verfahren. 1905 wurde die in der Weststadt beginnende, durch das Gebiet der erst später entstehenden Südstadt und Rohrbach führende Elektrische Straßenbahn Heidelberg–Wiesloch, von der noch der Abschnitt zwischen der Franz-Knauff-Straße und Leimen Endstelle in Betrieb ist, seitens der Stadt käuflich erworben und anschließend nach dem gleichen Schema der HSB überlassen. Diese rechtlichen Konstellationen endeten im Jahre 1923, seither waren die Strecken im Eigentum der HSB.
Im Laufe der Zeit entstanden neben innerstädtischen und in die Vororte führenden Strecken auch solche, die entlang von Straßen bis weit ins Umland reichten, so nach Schwetzingen und Neckargemünd. 1946 wurde die Straßenbahn Walldorf erworben, die als Inselbetrieb den Walldorfer Stadtkern mit dem Bahnhof Wiesloch-Walldorf verband. Sie wurde bereits 1954 stillgelegt.
Das Streckennetz der Straßenbahn erreichte mit einer Länge von 45,2 Kilometern zu Beginn der 1960er Jahre seine maximale Ausdehnung. Es folgte ein zunehmender Rückbau, wovon neben den Überlandstrecken insbesondere die durch die Hauptstraße führende Bahn betroffen war. Hier sollte stattdessen mit der Transurban eine von Krauss-Maffei konzipierte, unterirdisch verkehrende Magnetschwebebahn entstehen. Nach Streichung der Fördergelder durch das Bundesforschungsministerium wurde das Projekt nicht weiter verfolgt.
Im Zuge der Studentenbewegung der 1960er Jahre kam es mehrfach zu breiten Protesten gegen von der HSB vorgesehene Maßnahmen wie Fahrpreiserhöhungen, Streckenstilllegungen oder Leistungseinschränkungen, jeweils verbunden mit Rote-Punkt-Aktionen. Überregionale Beachtung fanden die Ereignisse im Juni 1969, als über einen Zeitraum von zwei Tagen aufgrund von Blockadeaktionen der Schienenverkehr vollständig eingestellt werden musste. Der Gemeinderat nahm daraufhin eine bereits beschlossene Fahrpreiserhöhung zurück. Bis 1975 kam es in einem zweijährigen Rhythmus zu ähnlichen Protesten.
1970 hatte der Ulmer Verkehrsplaner Karlheinz Schaechterle ein Verkehrsgutachten erstellt, in dem er empfahl, den Betrieb der Straßenbahn auf ein Rumpfnetz mit drei Teilstrecken zu reduzieren. Unterstützt wurde er dabei vom damaligen Oberbürgermeister Reinhold Zundel, der die völlige Umstellung des städtischen Nahverkehrs auf Busse befürwortete und dem insbesondere die Herausnahme der Gleise aus der Hauptstraße und deren Umwandlung in eine Fußgängerzone ein Anliegen war. 1982 fasste der Gemeinderat den Beschluss, grundsätzlich an der Straßenbahn festzuhalten. Nach Jahren des Rückbaus kam es in der Folgezeit zu einer langsamen Renaissance mit neuen Trassen etwa nach Kirchheim und durch die Bahnstadt.
Aufgrund ihrer Eigenschaft als kommunales Unternehmen kam es immer wieder zu Konflikten mit der politischen Ebene. Der gescheiterte Versuch, einen in Ungnade gefallenen und in den vorzeitigen Ruhestand versetzten leitenden Polizeibeamten als Hauptabteilungsleiter bei der HSB unterzubringen, trug zum vorzeitigen Amtsverzicht von OB Zundel bei. Seine Amtsnachfolgerin Beate Weber zerstritt sich während ihrer Amtszeit mit Norbert Vornehm, Heino Hobbie und Manfred Vogt mit gleich drei Vorstandsmitgliedern.
Mit Gründung des Verkehrsverbundes Rhein-Neckar Ende 1989 kam auch dessen Tarifstruktur zur Anwendung. Zuvor hatte es (Teil)strecken-, ab 1971 Zonentarife gegeben. Seit Februar 1974 hatte ein Gemeinschaftstarif zwischen der HSB und der die Stadt von Wieblingen nach Handschuhsheim durchquerenden OEG bestanden, ein im März 1970 geschlossener Tarifverbund zwischen der HSB und der SWEG wurde im März 1974 aufgrund seiner geringen Bedeutung wieder aufgehoben.

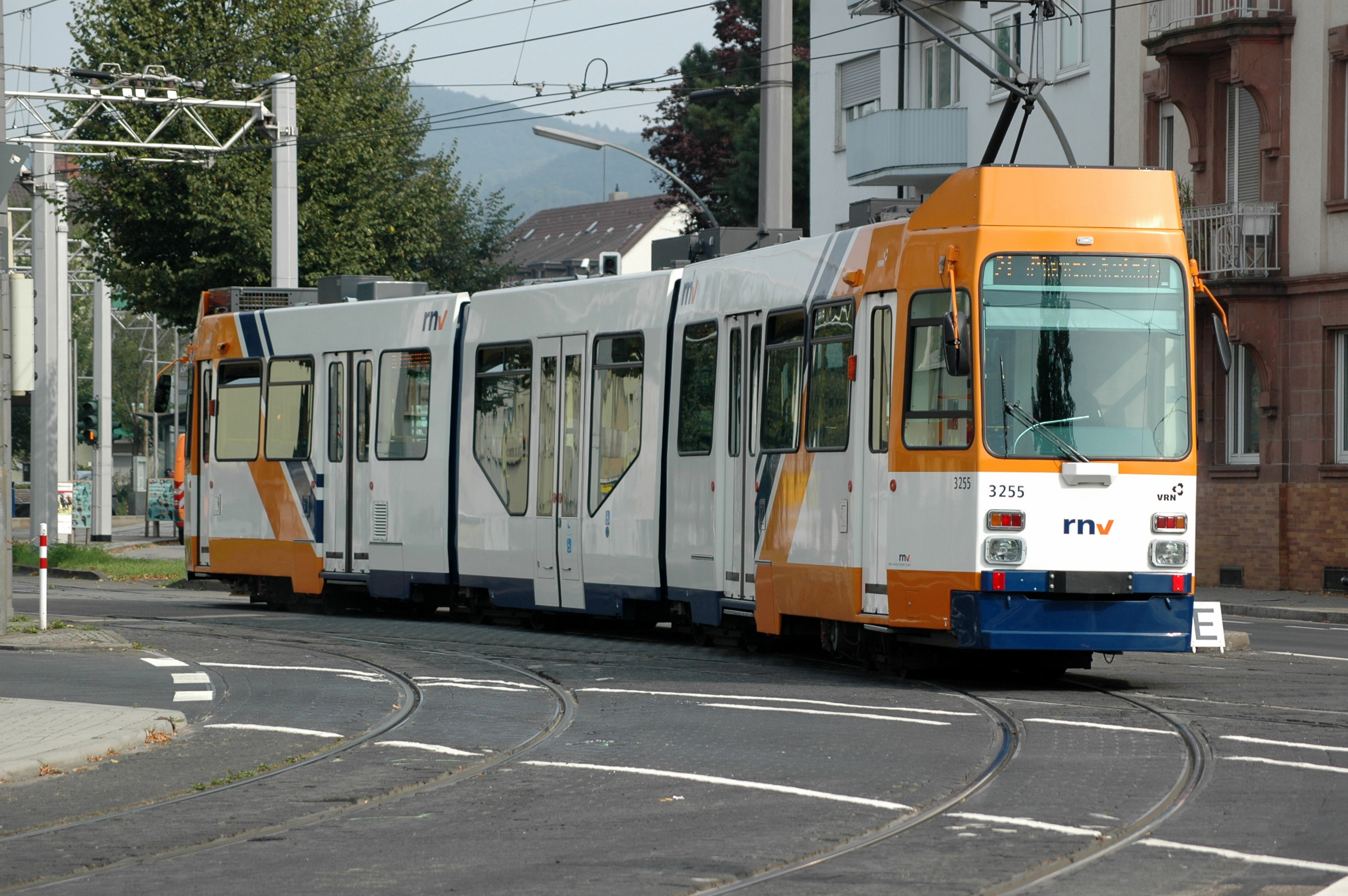
M8C in neuer RNV-Farbgebung

Zu einer grundlegenden Umgestaltung des Nahverkehrs in Heidelberg kam es zu Beginn der 2000er Jahre. Am 1. März 2005 übernahm die Rhein-Neckar-Verkehr GmbH (RNV) als gemeinsame Tochtergesellschaft der kommunalen Verkehrsgesellschaften Heidelbergs, Ludwigshafens (VBL), Mannheims (MVV) sowie der Rhein-Haardtbahn (RHB) den Betrieb auf den Strecken der genannten Unternehmen. 2007 änderte sich die Gesellschaftsform der HSB von einer AG in eine GmbH. 2009 gingen die Linienkonzessionen der HSB an die RNV über. Optisch zeigt sich dies bei den Fahrzeugen im zunehmenden Verschwinden der Leitfarben blau und weiß zugunsten von orange, weiß und taubenblau.

## Streckennetz

### Straßenbahn
Heidelberg galt bis in die 1960er Jahre als ausgesprochene Straßenbahnstadt, der Anteil der Buspassagiere bei den Beförderungsfällen lag bei unter zehn Prozent. Mit dazu beigetragen hatten, dass mit der Waggonfabrik Fuchs ein namhafter Fahrzeugbauer seinen Sitz vor Ort hatte, außerdem waren, wie der Rest der Stadt, Fahrzeuge und Infrastruktur während des Zweiten Weltkrieges weitgehend unzerstört geblieben.

### Omnibusse

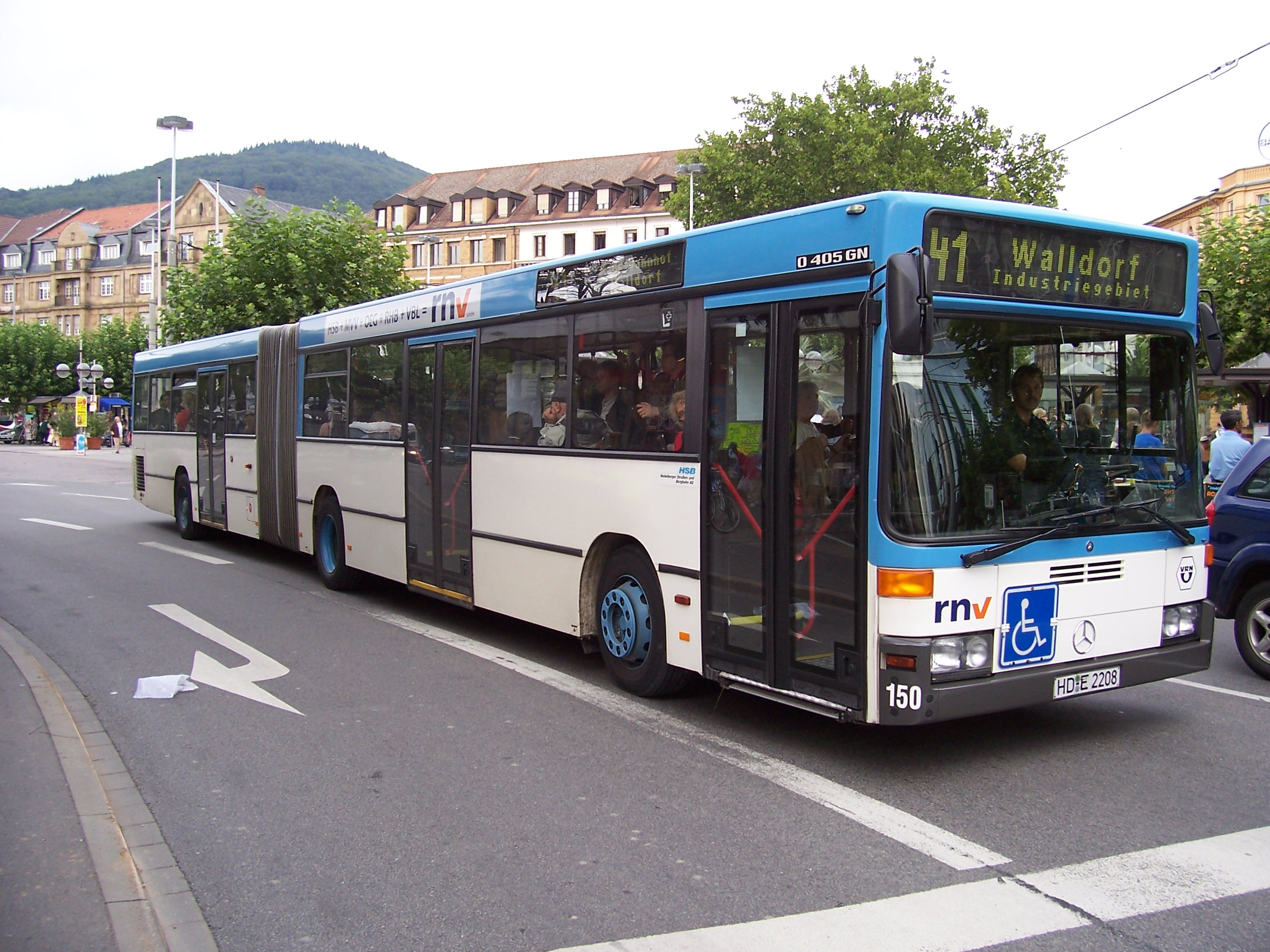
Gelenkbus in alter Farbgebung mit Logos von RNV und HSB

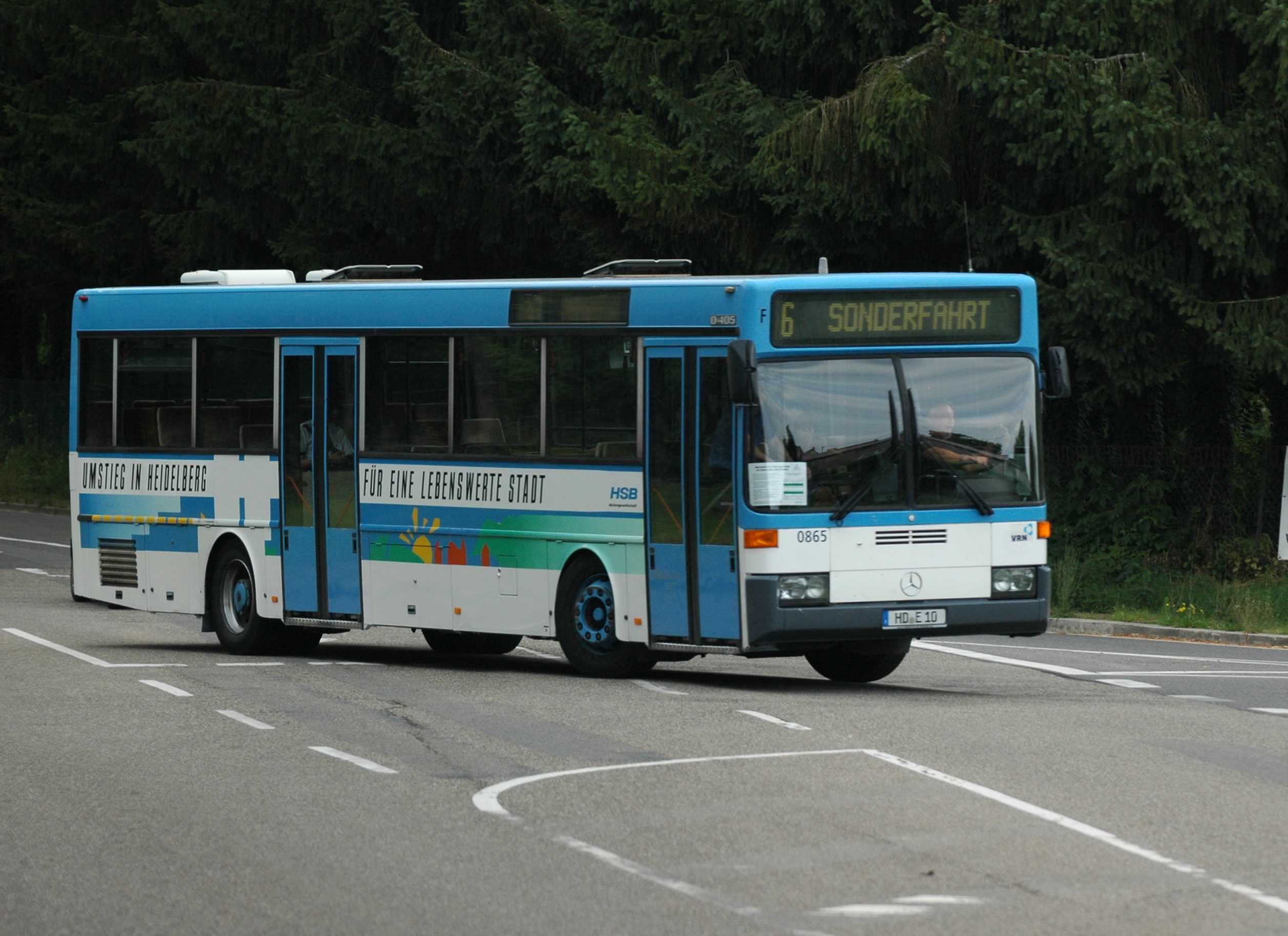
O 405 auf Sonderfahrt 2016

Der Linienverkehr mit Omnibussen spielte lange Zeit eine nachgeordnete Rolle. Zwei Verbindungen nach Schlierbach und Kirchheim mit Fahrzeugen von Stoewer wurden 1905 eingerichtet, nach kurzer Zeit aber wieder eingestellt, und später durch Straßenbahnen ersetzt. Zwei Ende der 1920er Jahre eingeführte Linien zur Verbindung der alten PH im Westen von Neuenheim mit der Christuskirche in der Weststadt über den Bismarckplatz sowie ein Schnellverkehr nach Wiesloch erwiesen sich ebenfalls als kurzlebig.
Die ersten Jahre nach dem Zweiten Weltkrieg waren geprägt durch zahlreiche Versuche, probeweise das Straßenbahnnetz ergänzende Linien einzuführen, die aber oftmals nach kurzer Zeit mangels Nachfrage wieder eingestellt wurden. Dies betraf hauptsächlich innerstädtische Relationen, aber auch eine Linie zum Schwabenheimer Hof (September 1954 bis Juni 1955). Ab Juni 1948 verband eine neu eingeführte Linie Heidelberg mit Walldorf über Sandhausen, eine weitere ab Februar 1949 Kleingemünd mit Heiligkreuzsteinach, später nach Heidelberg in der einen und Eiterbach in der anderen Richtung verlängert.
Im September 1961 wurden erstmals Nummern vergeben, es verkehrten die folgenden Linien:
- 21: Hauptbahnhof – Speyerer Hof – Kohlhof
- 22: Hauptbahnhof – Schloss – Wolfsbrunnen
- 23: Landhausstraße – Thingstätte
- 24: Landhausstraße – Hegenichhof
- 25: Kussmaulstraße – Schwimmbad
- 26: Stotz-Kontakt – Steinhofweg
- 27: Kirchheim – Pfaffengrund – Wieblingen
- 36: Walldorf – Wiesloch (1971 an die SWEG abgegeben)
- 37: Leimen – St. Ilgen – Sandhausen
- 41: Landhausstraße – Walldorf
- 42: Hauptbahnhof – Eiterbach (1962 an den Bahnbus abgegeben).

Zuwächse in der Folgezeit ergaben sich durch die Anbindung neu entstandener Wohngebiete wie dem Boxberg, dem Emmertsgrund oder dem Hasenleiser sowie als Folge der Stilllegung von Straßenbahnstrecken. Weniger rentable Linien wurden eingestellt, so auf einen Schlag die 22, 23 und 24 im September 1971. Nummernmäßig langfristig etablieren, wenn auch mit später geänderten Streckenführungen, konnten sich die auf den Boxberg führende 29 (seit September 1967), die 34 nach Ziegelhausen (seit Januar 1965) sowie die 35 nach Neckargemünd (Mai 1962).
Im Laufe der Jahre gingen sämtliche in westlicher und südlicher Richtung ins Umland führenden Strecken über Ausschreibungen verloren. Außer den oben genannten Linien 37 und 41 betraf dies die 20 (seit Januar 1974 von Eppelheim nach Schwetzingen), die 30 (seit Juni 1973 von Leimen nach Wiesloch, zunächst unter der Nummer 8) sowie die 42 (seit Oktober 1971 als Verstärkerlinie in der Hauptverkehrszeit nach Sandhausen, im September 1973 nach St. Ilgen verlängert. Diese Relationen werden heute vom BRN oder der SWEG bedient. Im Raum Sandhausen und Walldorf war bis zu seiner Insolvenz 2015 auch Werner beteiligt. Die von Wieblingen über Ziegelhausen und Wilhelmsfeld und mittlerweile bis nach Altneudorf verkehrende 34 sowie die 35 von Wieblingen nach Neckargemünd wurden gemeinsam mit dem BRN betrieben, aufgrund einer Vereinbarung zwischen der Stadt Heidelberg und dem Rhein-Neckar-Kreis als betroffenen Aufgabenträgern werden sie seit 2014 wieder vom kommunalen Unternehmen, jetzt der RNV, bedient.
Stammlieferant bei den Fahrzeugen war Mercedes-Benz mit seinem Stammwerk in Mannheim. Ein Kässbohrer S 6 von 1962 und ein VW 2.4 von 1965 blieben Einzelstücke. Zeitweise kamen auch Omnibusanhänger zum Einsatz. Um auch größere Fahrgastmengen befördern zu können, wurden erstmals 1962 Anderthalbdecker für den Einsatz auf der stillgelegten Straßenbahnstrecke nach Neckargemünd erworben, später waren sie auch auf anderen Linien anzutreffen. Nach mehreren Nachbeschaffungsrunden, zuletzt 1973, wurden sie bis Anfang der 1980er Jahre ausgemustert. Ihre Leistungen übernahmen Gelenkzüge.

### Bergbahn
Die Bergbahn, technisch gesehen eine Standseilbahn, besteht aus zwei getrennt betriebenen Teilstücken: die untere, 1890 eröffnet, führt vom Rande des Kornmarkts in der Altstadt zur Molkenkur, die obere, eingeweiht 1907, von dort in die Nähe des Gipfels des Heidelberger Hausberges, dem Königstuhl. Passagiere, die die gesamte Strecke zurücklegen möchten, müssen an der Molkenkur umsteigen. Als Unternehmensteil der HSB wird der Plural verwendet, also Heidelberger Bergbahnen.

### Bahn auf den Heiligenberg
Erstmals 1909 tauchte der Gedanke auf, den nördlich des Neckars gelegenen Heiligenberg ebenfalls mit einer Bergbahn zu erschließen. Von mehreren Konzepten setzte sich 1912 schließlich das eines Schrägaufzuges auf der Neuenheimer Seite von der Gabelsberger Straße zur Mönchsberghütte durch. Von dort sollten die nach oben beförderten Wagen mit eigener Kraft das Gipfelplateau umrunden und dabei in zwei schleifenförmigen Strecken den Zollstock nordöstlich des Michaelsklosters sowie den Bismarckturm ansteuern. Die Vorarbeiten waren bereits abgeschlossen und das benötigte Gelände erworben, als der Ausbruch des Ersten Weltkrieges eine Umsetzung verhinderte.
Ein erneuter Vorstoß mit Talstation an der Alten Brücke und Bergstation an der vorderen Kuppe scheiterte 1923 an diversen Einsprüchen. 1954 erging ein Prüfauftrag für vier verschiedene Streckenführungen, mit unterschiedlichen Start- und Zielorten. Im März 1965 sprach sich der städtische Beirat für den Fremdenverkehr für die Errichtung einer Luftseilbahn aus, danach schlief das Projekt ein.

## Weitere Aktivitäten
Mit Übernahme der Wieslocher Bahn fiel der HSB für die Heidelberger Zement der Transport von Rohmaterial vom Steinbruch südlich Nussloch zum Zementwerk in Leimen zu. Zwischen November 1907 und Januar 1911 temporär und endgültig im Juni 1918 endgültig eingestellt, ging diese Aufgabe an die neu erbaute Materialseilbahn Leimen–Nußloch über. Die beiden Lokomotiven, gebaut 1901 von Orenstein & Koppel in Berlin, verblieben unter den Betriebsnummern 80 und 81 bei der HSB. Erstere wurde 1930 auf Normalspur umgebaut und bis Mitte der 1950er Jahre im Heidelberger Schlachthof eingesetzt. Die 81 blieb bis 1947 im Einsatz.
Zur Steigerung der Attraktivität der Bergbahn ließ die HSB am in der Nähe der Bergstation auf dem Königstuhl bestehenden Aussichtsturm 1911 einen elektrischen Personenaufzug installieren und betreiben. Wenig unterhalb wurde Ende der 1950er Jahre der Fernsehturm Heidelberg errichtet, der fortan als Aussichtsplattform fungierte, und der ebenfalls einen Aufzug erhielt. Der alte Turm wurde in der Folge abgerissen.
Demselben Grund diente der Aufbau des Märchenparadies Königstuhls 1972. Seit 1974 ist es an einen privaten Betreiber verpachtet.
1939 richtete die HSB in der Nähe des alten Hauptbahnhofes in der Rohrbacher Straße ein Reisebüro ein und übernahm dort zunächst die Vertretungen des Mitteleuropäischen Reisebüros und des Norddeutschen Lloyd, später auch weitere. Nach dem Zweiten Weltkrieg war es in verschiedenen Lokalitäten rund um den Bismarckplatz untergebracht, seit 1973 im Woolworth-Gebäude. 1975 wurde es in eine rechtlich selbständige Unternehmung ausgegliedert und als HS-Reisebüro weitergeführt.
Als eigenständiges Unternehmen betätigte sich die HSB auch im Gelegenheitsverkehr mit Omnibussen. Unter dem Markenzeichen Blaue Busse wurden Ausflugs- und Urlaubsfahrten durchgeführt.

## Betriebshöfe, Werkstätten, Abstellhallen

### Pferdebahn
In der Alten Bergheimer Straße 7 bestanden zu Zeiten der Pferdebahn Stallungen für bis zu 40 Pferde, zwei Remisen für die Wagen, sowie Schmiede, Schreinerei, Sattlerei und Beschlaghalle. Nach der Umstellung auf elektrischen Betrieb wurde die Anlage verkauft.

### Betriebshof in der Bergheimer Straße

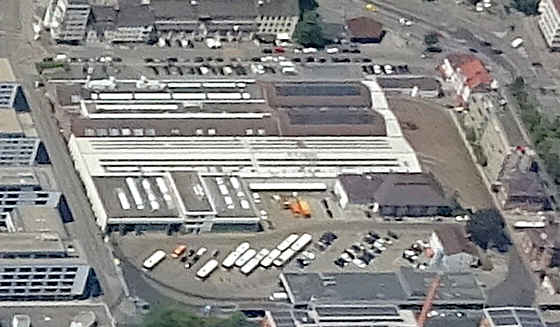
Der Betriebshof in der Bergheimer Straße, Luftbild von 2020

Zugleich wurde 1901/02 im Westen Bergheims eine Wagenhalle mit neun Gleisen nebst Reparaturmöglichkeiten errichtet, ein zehntes verlief außerhalb. Die Halle wurde 1915 erweitert. Im Laufe der Jahre wurden durch die zunehmende Vergrößerung des Wagenparks die dortigen Verhältnisse immer beengter. 1957 wurde das östlich in Richtung der Zigarrenfabrik Landfried angrenzende, durch einen Umzug freigewordene Gelände des alten Schlachthofs erworben und anschließend bebaut. 1972 erfolgte eine Beteiligung der HSB an der Zentralwerkstatt für Verkehrsmittel in Mannheim, größere Arbeiten an Fahrzeugen können seither dort vorgenommen werden.
2014 stellte die RNV ein Konzept zur Renovierung und Erweiterung des Betriebshofes vor. Stattdessen beschloss der Gemeinderat 2017 einen Neubau auf einer Wiese am Großen Ochsenkopf, auf der sich früher der Güterbahnhof der OEG befunden hatte. Nachdem dieser Plan in einem Bürgerentscheid im Juli 2019 verworfen worden war, revidierte der Gemeinderat seinen Beschluss. Stattdessen soll der bisherige Standort erhalten bleiben. Ergänzend kamen Abstellflächen an Außenstandorten ins Gespräch, darunter am Wieblinger Weg und der Haltestelle Rohrbach Süd. In Frage käme auch eine weitgehend ungenutzte und unter Denkmalschutz stehende Halle der Eternit-Werke an der Ortsgrenze nach Leimen.

### Weitere Anlagen
Mit dem Erwerb der Wieslocher Bahn 1905 kam die HSB in den Besitz zweier weiterer Betriebsflächen. Zum einen war dies der Betriebshof in Leimen mit einer sechsgleisigen Wagenhalle und einem Betriebsgebäude. Ein Teil davon wurde beim Bau der Umgehungsstraße 1958 abgerissen, stattdessen entstand auf dem Südteil des Geländes eine neue Werkstatt. Hierhin wurde auch die bis dahin in der Heidelberger Bismarckstraße beheimatete Gleisbauabteilung verlegt. Der Betriebshof diente als Standort für Wagen und Personal der auf den Südstrecken verkehrenden Linien. Nach deren Kürzung wurde er im Januar 1975 aufgegeben und anschließend abgerissen, auf dem Gelände befindet sich heute das Kurpfalz-Center. Eine kleine, zweigleisige Halle befand sich in Wiesloch in der Nähe der Endstelle, sie wurde zum Jahresende 1961 geschlossen.
Die Straßenbahn Walldorf hatte im Hof des Hotels Astoria eine zwanzig Meter lange, zweigleisige Wagenhalle mit Werkstatt. Nach Einstellung des Betriebs wurde sie verkauft und später abgebrochen, heute befindet sich dort ein Parkhaus.
Die Omnibusse waren zunächst dezentral an unterschiedlichen, angemieteten Plätzen abgestellt. Erst 1948/49 entstand in der Emil-Maier-Straße eine zentrale Halle nebst Reparaturwerkstatt. Nach dem Ankauf des ehemaligen Schlachthofgeländes 1957 wurden die Fahrzeuge dort untergebracht.
Eine weitere Halle mit Abstellmöglichkeit für zwei Busse besaß die HSB zwischen 1954 und 1974 in der Sandhäuser Straße in Walldorf.
Die HSB hatte eine Freifläche Koordinaten: 49° 24′ 2″ N, 8° 38′ 17,8″ O zur Lagerung von Gleisen am Westrand des Pfaffengrundes, dort waren auch Arbeitstriebwagen abgestellt.

## Aktuelle Situation
Das Stammkapital der GmbH beträgt 17,2 Millionen Euro. Die HSB ist vollständig in kommunalem Besitz: Mehrheitseigentümer mit 62,7 Prozent sind die Stadtwerke Heidelberg, den Rest hält die Stadt Heidelberg unmittelbar. Der Personalbestand beträgt mit Stand 2020 267 feste Mitarbeiter, von denen 253 der RNV überlassen sind. Hinzu kommen 46 Teilzeitkräfte bei der Bergbahn.
Seit der Umstrukturierung beschränkt sich die Tätigkeit der HSB im Wesentlichen auf die technische Betriebsführung Bergbahn, sie übernimmt für die Stadt Heidelberg auch Aufgaben im Management des Öffentlichen Personennahverkehrs. Sie ist außerdem die Eigentümerin der Straßenbahn-Infrastruktur und des Betriebshofes und fungiert als Investorin. Ältere Straßenbahnen befinden sich ebenfalls noch im Eigentum der HSB, Neuanschaffungen werden ausschließlich von der RNV getätigt.